# Neoleptoneta isolata
Neoleptoneta isolata är en spindelart som först beskrevs av Willis J. Gertsch 1971.  Neoleptoneta isolata ingår i släktet Neoleptoneta och familjen Leptonetidae. Inga underarter finns listade i Catalogue of Life.